# Shin-Kicking

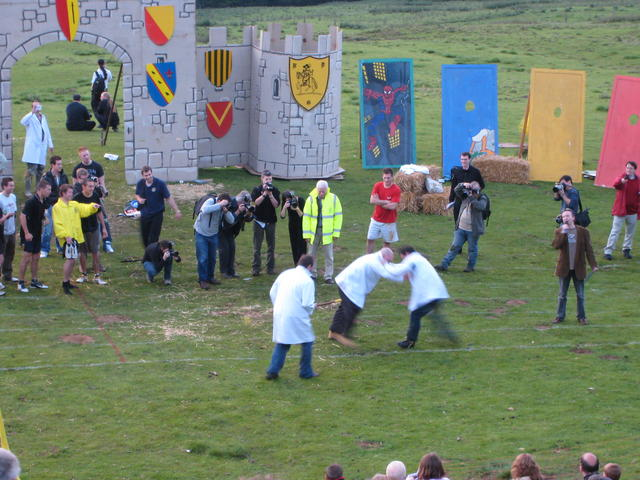
Ein Shin-Kicking-Wettkampf

Shin-Kicking (engl. "Schienbein-Treten"), auch bekannt unter den Namen Hacking (engl. "hacken") oder Purring (engl. "schnurren"), ist ein Kampfsport der darin besteht, dass zwei Teilnehmer versuchen, sich gegenseitig zu treten und den Gegner dadurch zu Boden zu zwingen. Es wurde daher als "Englische Kampfkunst" beschrieben. Shin-Kicking entstand im England des frühen 17. Jahrhunderts und war eines der populärsten Events während der Cotswold Olimpick Games, bis diese in den 1850ern endeten. Zudem wurde es zu einem beliebten Zeitvertreib unter Bergleuten aus Cornwall. Im 19. Jahrhundert wurde die Sportart von britischen Immigranten in den Vereinigten Staaten ausgeübt.
Während jeder Runde stehen die Kämpfer sich von Angesicht zu Angesicht gegenüber und halten sich gegenseitig am Kragen. Traditionellerweise (in den Cotswold Olimpicks) tragen sie dabei weiße Mäntel, welche die Umhänge der Schäfer repräsentieren. Üblicherweise wird versucht das Schienbein des Gegners sowohl mit der Innenseite des Fußes als auch mit den Zehen zu treffen. Erfolg in der Sportart erfordert sowohl Beweglichkeit als auch eine hohe Schmerzschwelle. Die einzelnen Partien werden von einem Schiedsrichter festgelegt, der auch über die Gesamtpunktezahl entscheidet. Moderne Wettkämpfe werden gewonnen, in dem man aus drei Partien zwei für sich entscheidet.
Laut einer Legende trugen manche Shin-Kickers Stahlkappenstiefel und versuchten ihre Schmerzschwelle hinaufzusetzen, indem sie sich mit einem Hammer auf die Schienbeine schlugen. In modernen Wettkämpfen müssen die Teilnehmer jedoch weiche Schuhe tragen und ihre Hosenbeine mit Stroh ausstopfen um Verletzungen zu vermeiden. Vorgeschrieben ist unter anderem auch das Bereitstehen eines Krankenwagens um Verletzungen frühestmöglich versorgen zu können.